# Shoreham (Vermont)
Shoreham ist eine Town im Addison County des Bundesstaates Vermont in den Vereinigten Staaten mit 1260 Einwohnern (laut Volkszählung von 2020).

## Geografie

### Geografische Lage
Das Gebiet liegt an den südöstlichen Ausläufern des Lake Champlain. Es ist vorwiegend flach bis hügelig und verfügt weder über nennenswerte Erhebungen noch über größere Wasserläufe. Die Hauptsiedlung liegt im Zentrum des Areals an der Kreuzung der beiden wichtigsten Straßen des Gebietes, der Vermont Routes 22A und 73.

### Nachbargemeinden
Alle Angaben als Luftlinien zwischen den offiziellen Koordinaten der Orte aus der Volkszählung 2010.
- Norden: Bridport, 3,2 km
- Nordosten: Cornwall, 11,1 km
- Südosten: Whiting, 11,5 km
- Süden: Orwell, 5,1 km
- Südwesten: Dresden, New York, 19,7 km
- Westen: Putnam, New York, 12,4 km
- Nordwesten: Ticonderoga, New York, 26,5 km

### Klima
Die mittlere Durchschnittstemperatur in Shoreham liegt zwischen −7,8 °C (18 °Fahrenheit) im Januar und 21,1 °C (70 °Fahrenheit) im Juli. Damit ist der Ort gegenüber dem langjährigen Mittel der USA um etwa 10 Grad kühler, aber relativ gemäßigt gegenüber dem Vermonter Klima. Die Schneefälle zwischen Oktober und Mai liegen mit mehr als fünfeinhalb Metern etwa doppelt so hoch wie die mittlere Schneehöhe in den USA, die tägliche Sonnenscheindauer liegt am unteren Rand des Wertespektrums der USA, von September bis Mitte Dezember sogar deutlich darunter.

## Geschichte
Die Stadt wurde am 8. Oktober 1761 auf Betreiben von Ephraim Doolittle, einem Colonel der Armee der Vereinigten Staaten, durch Gouverneur Benning Wentworth im Rahmen seiner New Hampshire Grants zur Besiedlung ausgerufen und an ihn und 60 Interessenten verkauft. Der Colonel hatte die Stelle während des Baus eines Bohlenwegs zur Zeit des Franzosen- und Indianerkrieges 1759 entdeckt und wegen ihrer Fruchtbarkeit als gutes Land für eine Siedlung befunden.
Die Urbarmachung wurde ab 1766 aktiv betrieben; die ersten Siedler stammten aus Worcester County in Massachusetts. Weitere überlieferte Herkunftsorte der Siedler sind Goshen in Connecticut sowie weitere Orte in Massachusetts: Shrewsbury, Sheffield, Lenox und Andere.
Durch die Bedrohungen des Unabhängigkeitskrieges kam es, wie in den umliegenden Siedlungen auch, zu starken Rückschlägen; die Besiedlung wurde zeitweise aufgegeben und die Siedler evakuiert. Erst nach dem Ende des Krieges gegen die Briten kam es zu einer dauerhaften Besiedlung. Die konstituierende Stadtversammlung fand am 20. November 1786 statt.
Eine bereits bestehende Militärstraße zwischen dem Fort am Chimney Point in Addison und Fort 4 in Charleston, die bereits 1759 angelegt worden war, bildete den Ausgangspunkt für ein eigenes Straßennetz, das ab 1781 gebaut wurde. 1786 wurde die erste Brücke der Town errichtet. Der erste Schulunterricht wurde ab 1785 oder 1786 gegeben, das erste Schulhaus 1788 eingerichtet.
Ab 1799 überquerte eine Fähre den Ausläufer des Lake Champlain am Larabee's Point und ermöglichte den Handel und die Nutzung von Mühlen in New York. Die Fähre hat bis heute Bestand. Zeitweise war sie die einzige Fähre Vermonts, die mit Dampf betrieben wurde.
Im Krieg gegen die Briten waren 1813 dreißig Männer der Gemeinde auf Seiten der amerikanischen Streitkräfte tätig; Verwundete oder gar Gefallene werden nicht genannt.
Die Bahnstrecke Leicester–Ticonderoga, die 1871 eröffnet worden war, eröffnete der Agrarwirtschaft der Town neue Absatzmärkte, führte aber nicht zur Industrialisierung des Areals; lediglich die bis dahin vorherrschende Schafzucht und Wollproduktion wurde nach und nach auf die heute vorherrschende Milchviehwirtschaft umgestellt. Die Stilllegung der Strecke 1951 führte zu keinen wesentlichen Änderungen der Wirtschaftsstruktur, die Ortschaft war und ist bis heute landwirtschaftlich geprägt.

### Religionen
Im Ort sind zwei religiöse Gemeinden aktiv: eine römisch-katholische, St. Genevieve, und eine Gemeinde der United Church of Christ.

### Einwohnerentwicklung
| Volkszählungsergebnisse – Town of Shoreham, Vermont | Volkszählungsergebnisse – Town of Shoreham, Vermont | Volkszählungsergebnisse – Town of Shoreham, Vermont | Volkszählungsergebnisse – Town of Shoreham, Vermont | Volkszählungsergebnisse – Town of Shoreham, Vermont | Volkszählungsergebnisse – Town of Shoreham, Vermont | Volkszählungsergebnisse – Town of Shoreham, Vermont | Volkszählungsergebnisse – Town of Shoreham, Vermont | Volkszählungsergebnisse – Town of Shoreham, Vermont | Volkszählungsergebnisse – Town of Shoreham, Vermont | Volkszählungsergebnisse – Town of Shoreham, Vermont |
| Jahr                                                | 1700                                                | 1710                                                | 1720                                                | 1730                                                | 1740                                                | 1750                                                | 1760                                                | 1770                                                | 1780                                                | 1790                                                |
| --------------------------------------------------- | --------------------------------------------------- | --------------------------------------------------- | --------------------------------------------------- | --------------------------------------------------- | --------------------------------------------------- | --------------------------------------------------- | --------------------------------------------------- | --------------------------------------------------- | --------------------------------------------------- | --------------------------------------------------- |
| Einwohner                                           |                                                     |                                                     |                                                     |                                                     |                                                     |                                                     |                                                     |                                                     |                                                     | 721                                                 |
| Jahr                                                | 1800                                                | 1810                                                | 1820                                                | 1830                                                | 1840                                                | 1850                                                | 1860                                                | 1870                                                | 1880                                                | 1890                                                |
| Einwohner                                           | 1447                                                | 2033                                                | 1881                                                | 2137                                                | 1675                                                | 1601                                                | 1382                                                | 1225                                                | 1354                                                | 1240                                                |
| Jahr                                                | 1900                                                | 1910                                                | 1920                                                | 1930                                                | 1940                                                | 1950                                                | 1960                                                | 1970                                                | 1980                                                | 1990                                                |
| Einwohner                                           | 1193                                                | 1098                                                | 925                                                 | 948                                                 | 865                                                 | 829                                                 | 786                                                 | 790                                                 | 972                                                 | 1115                                                |
| Jahr                                                | 2000                                                | 2010                                                | 2020                                                | 2030                                                | 2040                                                | 2050                                                | 2060                                                | 2070                                                | 2080                                                | 2090                                                |
| Einwohner                                           | 1222                                                | 1265                                                | 1260                                                |                                                     |                                                     |                                                     |                                                     |                                                     |                                                     |                                                     |

## Wirtschaft und Infrastruktur

### Verkehr
Die Hauptsiedlung liegt im Zentrum des Areals an der Kreuzung der beiden wichtigsten Straßen des Gebietes, der Vermont Routes 22A und 73. Die Gemeinde liegt gegenüber von Fort Ticonderoga und ist mit der Stadt Ticonderoga mit einer der ältesten durchgehend in Betrieb befindlichen Fährverbindungen verbunden, der nach dem Fort Fort Ti benannten Fähre.

### Öffentliche Einrichtungen
Neben der normalen Gemeindeverwaltung und der Grundschule sind in Shoreham keine öffentlichen Einrichtungen angesiedelt. Das nächstgelegene Krankenhaus ist das Porter Medial Center in Middlebury.

### Bildung

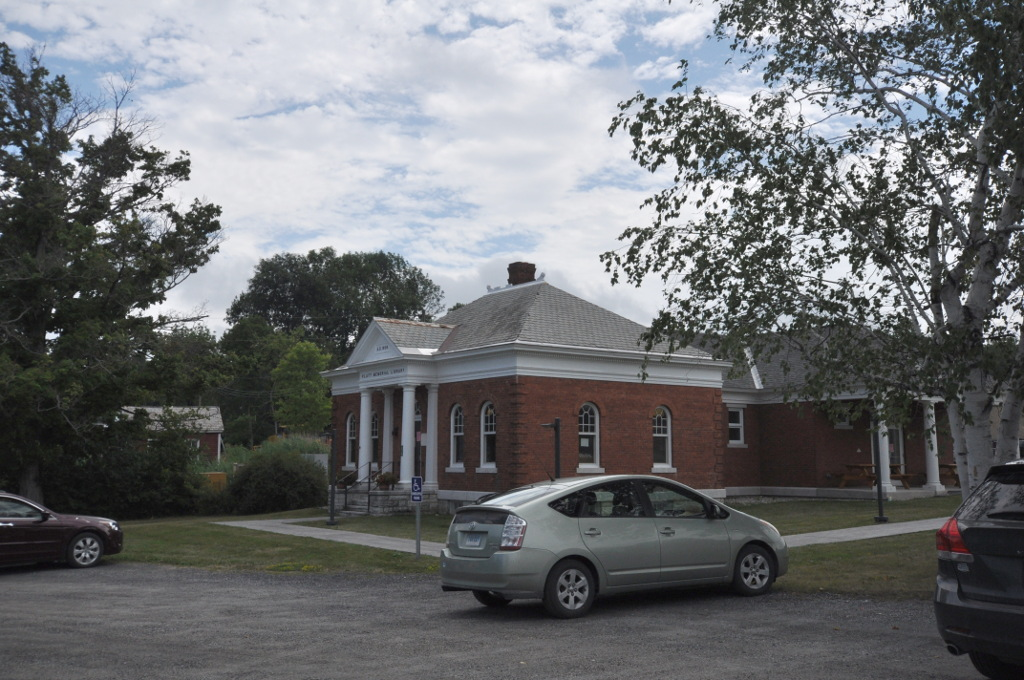
Platt Memorial Library

Shoreham gehört mit Bridport, Cornwall, Middlebury, Ripton, Salisbury und Weybridge zum Addison Central School District.
In Shoreham wird eine sechszügige Grundschule betrieben, die Shoreham Elementary School. Für weiterführende Schulen sind die Schüler auf Fahrten in die umliegenden Gemeinden, insbesondere nach Middlebury, angewiesen.
Die Platt Memorial Library wurde zunächst als Shoreham Free Public Library im Jahr 1823 gegründet und befand sich zunächst in einem kleinen Raum im Meeting House in Shoreham. Ein neues Gebäude wurde 1906 errichtet, es war eine Schenkung von Dr. Mary Mixer Platt, als Erinnerung an ihren Ehemann Dr. William Platt, dem langjährigen Arzt der Town.

## Persönlichkeiten

### Söhne und Töchter der Stadt
- Silas H. Jennison (1791–1849), Gouverneur von Vermont
- Joel Turrill (1794–1859), Abgeordneter im US-Repräsentantenhaus
- John Smith Chipman (1800–1869), Abgeordneter im US-Repräsentantenhaus
- Augustus C. Hand (1803–1878), Abgeordneter im US-Repräsentantenhaus
- Ansel Briggs (1806–1881), 1. Gouverneur von Iowa
- Columbus Delano (1809–1896), US-Innenminister
- Selucius Garfielde (1822–1881), Abgeordneter im US-Repräsentantenhaus
- Levi P. Morton (1824–1920), 22. Vizepräsident der Vereinigten Staaten von Amerika
- Ebenezer J. Ormsbee (1834–1924), Gouverneur von Vermont